# 22 minutos (película)
22 minutos (22 минуты en V.O., transl.: 22 minuty) es una película rusa de acción dirigida por Vasiliy Serikov en 2014.
La producción está basada en el caso del secuestro del navío MV Universidad de Moscú durante los días 5 y 6 de mayo de 2010, cuya tripulación tuvo que atrincherarse en la bodega de carga tras ser asaltados por piratas somalíes en aguas del golfo de Adén.

## Argumento
El Yamal, un barco cisterna gasístico, sufre el asalto de un comando de piratas somalíes mientras navegaba por aguas del golfo de Adén. Viendo el cariz que toma la situación, el Comandante da la voz de alarma y ordena a sus tripulantes que se refugien en la sala de máquinas a excepción de un miembro que quedó rezagado.
Los terroristas aprovechan que tienen un rehén a mano para exigir a los demás que se entreguen o explosionarán el barco. Tras recibir la alarma, un equipo de la Armada prepara una operación de rescate descartando las armas de fuego debido a la carga que transporta el barco afectado.

## Reparto
- Makar Zaporozhskiy Sanya Yezhov.
- Gael Kamilindi es Qalash.
- Denis Nikiforov es Capitán de Infantería Tarasov.
- Eebra Tooré es Amin.
- Viktor Sukhorukov es Capitán de Primer rango Uzholov.
- Aleksandr Galibin es Capitán del Yamal Dekalin.